# Marco Bellocchio

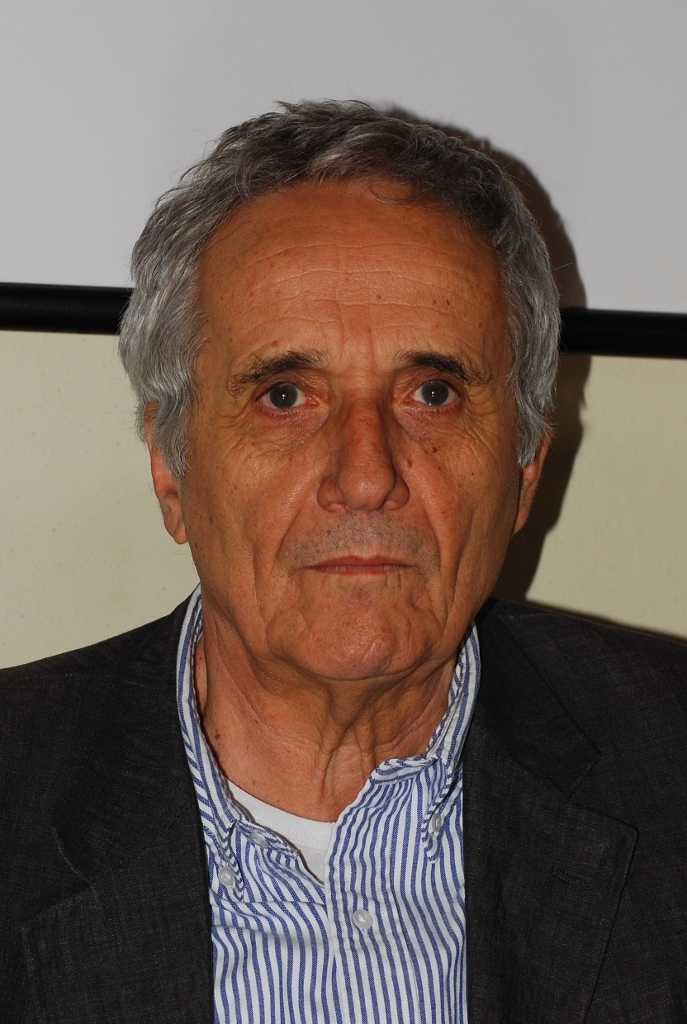

Marco Bellocchio (Bobbio, 9 november 1939) is een Italiaanse filmregisseur en acteur.

## Biografie
Bellocchio is de zoon van een advocaat en een lerares. Hij was filosofie aan het studeren toen hij besliste om een filmopleiding te gaan volgen. In 1965 maakte hij zijn eerste film, financieel ondersteund door familieleden.
Gedurende de jaren '60 maakte hij politiek radicale films en in 1968 sloot hij zich aan bij de Unione dei Comunisti Italiani. In 2006 was hij kandidaat voor het parlement voor de partij Rosa nel Pugno.

## Prijzen
- 1980 - Premi David di Donatello voor beste regisseur Salto nel vuoto
- 2002 - Nastro d'Argento voor beste regisseur
- 2007 - Globo d'oro voor zijn hele carrière
- 2010 - Premi David di Donatello voor beste regisseur (Vincere)
- 2010 - Premi David di Donatello voor zijn hele carrière
- 2019 - Nastro d'Argento voor beste regisseur
- 2021 - Palme d'honneur op het Filmfestival van Cannes

## Filmografie

### Korte films
- 1961 - Abbasso lo zio
- 1961 - La colpa e la pena
- 1962 - L'uomo dal fiore in bocca
- 1997 - Elena
- 2000 - L'affresco

### Lange speelfilms
- 1965 - I pugni in tasca
- 1967 - La Cina è vicina
- 1969 - Amore e rabbia (anthologiefilm, episode Discutiamo, discutiamo)
- 1972 - Nel nome del padre
- 1972 - Sbatti il mostro in prima pagina
- 1976 - Marcia trionfale
- 1977 - Il gabbiano (televisiefilm)
- 1980 - Salto nel vuoto
- 1980 - Vacanze in Val Trebbia (middellange film)
- 1982 - Gli occhi, la bocca
- 1984 - Enrico IV
- 1986 - Diavolo in corpo
- 1988 - La visione del sabba
- 1991 - La condanna
- 1994 - Il sogno della farfalla
- 1996 - Il principe di Homburg
- 1999 - La balia
- 2002 - L'ora di religione
- 2003 - Buongiorno, notte
- 2006 - Il regista di matrimoni
- 2006 - Sorelle
- 2009 - Vincere
- 2010 - Sorelle Mai
- 2012 - Bella addormentata
- 2015 - Sangue del mio sangue
- 2016 - Fai bei sogni
- 2019 - Il traditore
- 2022 - Esterno notte
- 2023 - Rapito

### Documentaires
- 1969 - Il popolo calabrese ha rialzato la testa (co-regie)
- 1969 - Viva il 1º maggio rosso proletario (co-regie)
- 1975 - Matti da slegare (co-regie)
- 1979 - La macchina cinema (co-regie)
- 1995 - Sogni infranti (televisie)
- 1998 - La religione della storia (televisie)
- 2002 - Addio del passato
- 2002 - Appunti per un film su Zio Vanja
- 2021 - Marx può aspettare